# Gastrinodes erebina
Gastrinodes erebina là một loài bướm đêm trong họ Geometridae.